# لاپینسکایا
لاپینسکایا (به لاتین: Lapinskaya) یک منطقهٔ مسکونی در روسیه است که در استان آرخانگلسک واقع شده‌است.